# Столкновение в аэропорту О’Хара
Столкновение в аэропорту О’Хара — авиационная катастрофа, произошедшая вечером 20 декабря 1972 года в Чикаго (Иллинойс, США). На взлётной полосе аэропорта О’Хара столкнулись авиалайнеры McDonnell Douglas DC-9-31 авиакомпании North Central Airlines (рейс NC575 Чикаго—Мадисон—Дулут) и Convair CV-880-22-2 авиакомпании Delta Air Lines (рейс DL954 Тампа—Чикаго). Из находившихся на борту DC-9 45 человек (41 пассажир и 4 члена экипажа) погибли 10, ещё 15 получили ранения. Из находившихся на борту CV-880 93 человек (86 пассажиров и 7 членов экипажа) никто не погиб, но 2 пассажира получили ранения.
Столкновение рейсов NC575 и DL954 стало второй авиакатастрофой в Чикаго в декабре 1972 года (за 12 дней до этого во время прерванной посадки в аэропорту Мидуэй разбился рейс United Air Lines-553, 45 погибших).

## Сведения о самолётах

### McDonnell Douglas DC-9
McDonnell Douglas DC-9-31 (регистрационный номер N954N, заводской 47159, серийный 231) был выпущен в 1967 году (первый полёт совершил 28 ноября). 2 января 1968 года был передан авиакомпании North Central Airlines. Оснащён двумя турбореактивными двигателями Pratt & Whitney JT8D-7. На день катастрофы налетал 11 812 часов.
Состав экипажа рейса NC575 был таким:
- Командир воздушного судна (КВС) — 49-летний Орделл Т. Нордсет (англ. Ordell T. Nordseth). Очень опытный пилот, управлял самолётами Douglas DC-3 и Convair CV-240, −340 и −440. Налетал 20 261 час, 3455 из них на McDonnell Douglas DC-9.
- Второй пилот — 32-летний Джеральд Д. Адамсон (англ. Gerald D. Adamson). Опытный пилот, устроился в авиакомпанию North Central Airlines 5 апреля 1969 года (проработал в ней 3 года и 8 месяцев) на должность второго пилота McDonnell Douglas DC-9. Налетал 4537 часов, 1601 из них на DC-9.

В салоне самолёта работали две стюардессы — Диэнн Сатли (англ. DeAnn Sutley) и Марлис Бертш (англ. Marlys Bertsch).

## Хронология событий

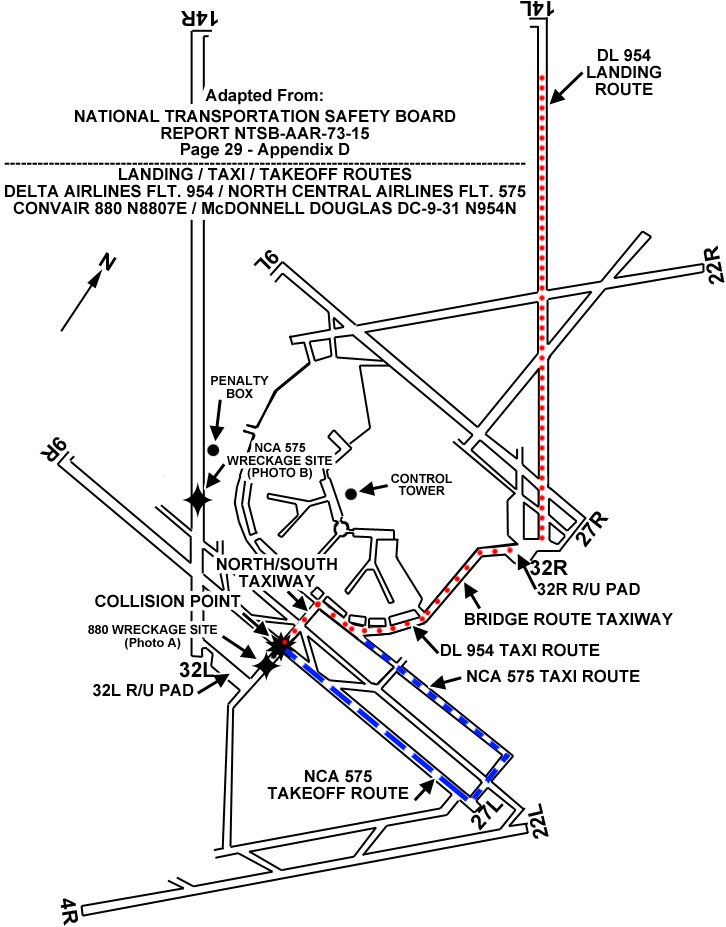
Схема столкновения

### Convair CV-880
Convair CV-880-22-2 (регистрационный номер N8807E, серийный 22-00-29) был выпущен в июле 1960 года. 5 августа того же года был передан авиакомпании Delta Air Lines. Оснащён четырьмя турбовентиляторными двигателями General Electric CJ805-3. На день катастрофы налетал 37 640 часов.
Состав экипажа рейса DL954 был таким:
- Командир воздушного судна (КВС) — 36-летний Роберт Э. Макдауэлл (англ. Robert E. McDowell). Опытный пилот, управлял самолётами McDonnell Douglas DC-9 и Convair 990. Налетал свыше 5500 часов, свыше 2400 из них на Convair CV-880.
- Второй пилот — 31-летний Гарри Д. Гринберг (англ. Harry D. Greenberg). Опытный пилот, налетал свыше 3600 часов, свыше 500 из них на Convair CV-880.
- Бортинженер — 29-летний Клод Ф. Флетчер (англ. Claude F. Fletcher). Налетал свыше 4000 часов, свыше 200 из них на Convair CV-880.

В салоне самолёта работали 4 стюардессы:
- Шелби Макробертс (англ. Shelby McRoberts) — старшая стюардесса,
- Мириам Э. Тегрини (англ. Miriam A. Tegreeny),
- Линда Прайд (англ. Linda Pryde),
- Бонни Брук (англ. Bonnie Brueck).

## Расследование
Расследование причин столкновения в аэропорту О’Хара проводил Национальный совет по безопасности на транспорте (NTSB).
Окончательный отчёт расследования был опубликован 5 июля 1973 года.